# My Love Story!!
My Love Story!! (俺物語!!?, Ore monogatari!!, lett. "La mia storia di sesso!!") è un manga shōjo scritto da Kazune Kawahara e disegnato da Aruko, serializzato sul Bessatsu Margaret di Shūeisha dal 13 aprile 2012 al 13 luglio 2016. Un adattamento anime, prodotto dalla Madhouse, è stato trasmesso in Giappone tra l'8 aprile e il 23 settembre 2015, mentre un film live action basato sulla serie è uscito il 31 ottobre 2015.

## Trama
La storia segue le vicende di Takeo Gōda, uno studente alto e muscoloso che non ha molta fortuna con le donne, dato che ogni ragazza che gli piace, finisce per innamorarsi puntualmente del suo migliore amico Makoto Sunakawa. Un giorno però, Takeo salva una ragazzina di nome Rinko Yamato da un molestatore su un treno e così i due, inaspettatamente, si innamorano l'uno dell'altra.

## Personaggi

Makoto, Rinko e Takeo nell'anime

Takeo Gōda (剛田 猛男?, Gōda Takeo)
Doppiato da: Takuya Eguchi
Il protagonista della storia. Alto due metri e muscoloso, è uno studente al primo anno del liceo Shuei, il cui aspetto intimorisce facilmente chiunque gli venga vicino. A differenza della maggior parte delle ragazze che lo trova spaventoso e tende ad evitarlo, i suoi coetanei maschi rimangono affascinati dalla sua virilità. Nonostante il suo aspetto e forza, è anche un tipo estremamente gentile ed altruista, che non esita ad aiutare gli altri appena può e che non porta mai rancore nei confronti di chi lo offende. In seguito al salvataggio di Rinko da un molestatore, si innamora di lei, convincendosi erroneamente che i suoi segni di riconoscimento siano dovuti a una cotta per Makoto. Dopo essersi messo con Rinko, svilupperà un complesso d'inferiorità nei confronti di Kōki, giovane pasticciere che le farà la corte. A detta di Ai, la sua più grande forza e debolezza è sacrificare il proprio bene per quello degli altri.
Rinko Yamato (大和 凛子?, Yamato Rinko)
Doppiata da: Megumi Han
Una studentessa salvata da Takeo da un molestatore su un treno. Frequenta l'accademia femminile Koizumi ed è molto brava a fare dolci. A differenza di molte ragazze che trovano Takeo spaventoso paragonandolo a un orso, Rinko lo ammira per la sua forza e gentilezza, rimanendo attratta da lui per la sua virilità e innamorandosene a prima vista. È anche l'unica ragazza per cui si prende una cotta Takeo ad essere giudicata positivamente da Makoto. Lavora part-time presso la pasticceria "Les Cerises".
Makoto Sunakawa (砂川 誠?, Sunakawa Makoto)
Doppiato da: Nobunaga Shimazaki
Un amico d'infanzia di Takeo, che abita vicino a lui ed è anche un suo compagno di classe. In confronto alla personalità chiassosa di Takeo, Makoto è intelligente, studioso e razionale, anche se ogni tanto gli scappano risate soffocate quando gli tornano in mente le stramberie del suo migliore amico. Siccome è un tipo estremamente attraente, tutte le ragazze per cui Takeo si è preso una cotta, di solito hanno finito per innamorarsi di lui. È molto affezionato a Takeo e sacrificherebbe ben volentieri la sua stessa felicità per il suo bene. Nonostante sia pieno di ammiratrici, non mostra mai alcun interesse per le sue pretendenti né per qualsiasi altra ragazza, ragion per cui Rinko e Takeo, dopo essersi messi insieme, iniziano a sperare che anche lui riesca a trovare un giorno la sua anima gemella. In questo frangente non si oppone al destino e lascia che le cose seguano il proprio corso.
Ai Sunakawa (砂川 愛?, Sunakawa Ai)
Doppiata da: Kikuko Inoue
La sorella maggiore di Makoto che frequenta l'università. Takeo afferma che anche lei, come suo fratello, è una persona fantastica e di buon cuore. È innamorata di Takeo sin dalle medie poiché a quei tempi la definì bella come un fiore, cotta di cui sono a conoscenza soltanto suo fratello e Hayato.
Yuriko Gōda (剛田 ゆり子?, Gōda Yuriko)
Doppiata da: Kazuyo Aoki
La madre di Takeo, la quale lavora sodo per la sua famiglia anche quando è incinta. Non mostra mai rancore verso il figlio, mostrandosi invece sempre comprensiva nei suoi confronti. Più tardi dà alla luce la sorella di Takeo, Maki (真希?), di ben sedici anni più giovane di lui.
Yutaka Gōda (剛田 豊?, Gōda Yutaka)
Doppiato da: Tesshō Genda
Il padre di Takeo, ossia un uomo dall'aspetto piuttosto attraente che era un collega di lavoro di Yuriko. Si è innamorato della moglie per il suo impegno e la sua determinazione nell'aiutare gli altri, caratteristica che Takeo ha poi ereditato.
Hayato Oda (織田 隼人?, Oda Hayato)
Doppiato da: Daisuke Namikawa
Un compagno universitario di Ai che ha una cotta per lei, ma che viene sempre rifiutato a causa dei suoi sentimenti per Takeo. Si è innamorato di Ai perché è sempre stata gentile e cordiale verso di lui nonostante tutti all'università lo deridessero per la sua goffaggine. Desideroso di imporle una svolta nel suo rapporto con Takeo, fa di tutto perché Ai gli si dichiari, ma pur organizzando un'uscita di gruppo al parco divertimenti ed adoperando subdoli stratagemmi, non riesce nel suo intento.
Osamu Kurihara (栗原 オサム?, Kurihara Osamu)
Doppiato da: Junya Enoki
Un amico e compagno di classe di Takeo dall'acconciatura afro, che invaghitosi di Nanako, la notte di Natale le si dichiara afferrando una stella sulla cima dell'albero natalizio di un centro commerciale come pegno di amore.
Mariya Saijō (西城 まりや?, Saijō Mariya)
Doppiata da: Rena Maeda
Una compagna di classe di Takeo che, dopo essere stata allenata da lui per una staffetta della giornata sportiva della scuola, comincia a chiamarlo "maestro" e a provare sentimenti d'amore nei suoi confronti. Tutto ciò la porta ad imbarazzo, regali e vani tentativi di avvicinarsi maggiormente a lui. Dopo diverso tempo finalmente, spinta dalle parole di Makoto, gli si dichiara, ma a causa di Rinko riceve una risposta negativa. Nonostante ciò la ragazza, dopo un iniziale periodo di sconforto, rimane amica di Takeo, con grande sollievo di quest'ultimo.
Nanako (奈々子?)
Doppiata da: Rina Kitagawa
Un'amica e compagna di classe di Rinko che, pur essendo a volte fredda e poco socievole, dopo essersi messa con Osamu, inizia a mostrare un lato dolce e tenero durante le sue telefonate con il fidanzato. È anche una ragazza intraprendente, in quanto dà il suo primo bacio a Osamu poco dopo il fidanzamento.
Yukika Amami (天海悠紀華?, Amami Yukika)
Doppiata da: Ai Kayano
Una ragazza che ha una cotta per Makoto sin dai tempi dell'asilo, quando questi la protesse da una pallonata durante una partita a dodgeball. Da quel momento, gli ha fatto ricevere una lettera d'amore anonima in occasione di ogni San Valentino, seguendolo ovunque e facendolo diventare il suo ragazzo ideale. Grazie all'aiuto di Takeo, trova finalmente il coraggio di confessarglisi, chiedendogli però di non darle una risposta subito, bensì di pensarci sopra conoscendola. È l'unica ragazza che Makoto non ha rifiutato immediatamente, sentendosi anzi in colpa per averla vista piangere per lui. All'uscita a quattro allo zoo, dimostra di avere vaste conoscenze di zoologia ad un quiz a coppie.
Kōki Ichinose (一の瀬 後期?, Ichinose Kōki)
Doppiato da: Jun Fukuyama
Un pasticciere di ventun anni che si innamora di Rinko trovando in lei la sua ispirazione. All'inizio si dimostra freddo e piuttosto distaccato per poi aprirsi verso Rinko tanto da chiamarla per nome (Takeo invece la chiama per cognome). È il braccio destro del direttore della pasticceria "Les Cerises". Dopo aver scoperto che Rinko è fidanzata con Takeo, le chiede di lasciarlo per mettersi con lui, considerandosi un ragazzo molto più adatto a lei. Vince una gara di dolci ispirandosi a Rinko e, confessandole i suoi sentimenti (sebbene non ricambiati), capisce che la sua vera forza sta nelle abilità, nel talento e nel saper rendere felici i clienti con le sue creazioni.

## Media

### Manga

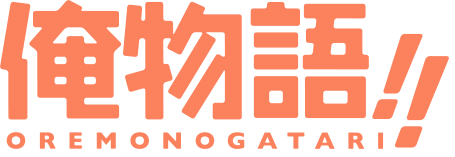
Logo della serie

La serie, scritta da Kazune Kawahara e disegnata da Aruko, dopo essere stata pubblicata nell'ottobre 2011 come uno speciale di cento pagine sulla rivista Bessatsu Margaret Sister, è stata serializzata sul Bessatsu Margaret di Shūeisha dal 13 aprile 2012 al 13 luglio 2016. I vari capitoli sono stati raccolti in tredici volumi tankōbon, che sono stati pubblicati tra il 23 marzo 2012 e il 23 settembre 2016. Un'edizione italiana a cura di Star Comics è stata pubblicata da marzo 2018 ad agosto 2020, mentre in America del Nord i diritti sono stati acquistati da Viz Media.

#### Volumi
| Nº | Data di prima pubblicazione | Data di prima pubblicazione | Data di prima pubblicazione | Data di prima pubblicazione |
| Nº | Giapponese                  | Giapponese                  | Italiano                    | Italiano                    |
| -- | --------------------------- | --------------------------- | --------------------------- | --------------------------- |
| 1  | 23 marzo 2012               | ISBN 978-4-08-846756-6      | 1º marzo 2018               | ISBN 978-88-226-0850-5      |
| 2  | 24 agosto 2012              | ISBN 978-4-08-846817-4      | 2 maggio 2018               | ISBN 978-88-226-0993-9      |
| 3  | 25 febbraio 2013            | ISBN 978-4-08-846896-9      | 4 luglio 2018               | ISBN 978-88-226-1049-2      |
| 4  | 23 agosto 2013              | ISBN 978-4-08-845086-5      | 5 settembre 2018            | ISBN 978-88-226-1155-0      |
| 5  | 25 febbraio 2014            | ISBN 978-4-08-845169-5      | 4 dicembre 2018             | ISBN 978-88-226-1272-4      |
| 6  | 13 giugno 2014              | ISBN 978-4-08-845229-6      | 1º febbraio 2019            | ISBN 978-88-226-1247-2      |
| 7  | 13 novembre 2014            | ISBN 978-4-08-845295-1      | 3 aprile 2019               | ISBN 978-88-226-1383-7      |
| 8  | 25 marzo 2015               | ISBN 978-4-08-845362-0      | 5 giugno 2019               | ISBN 978-88-226-1430-8      |
| 9  | 25 giugno 2015              | ISBN 978-4-08-845401-6      | 1º agosto 2019              | ISBN 978-88-226-1562-6      |
| 10 | 13 ottobre 2015             | ISBN 978-4-08-845465-8      | 2 ottobre 2019              | ISBN 978-88-226-1562-6      |
| 11 | 25 febbraio 2016            | ISBN 978-4-08-845526-6      | 4 dicembre 2019             | ISBN 978-88-226-1645-6      |
| 12 | 25 maggio 2016              | ISBN 978-4-08-845578-5      | 5 febbraio 2020             | ISBN 978-88-226-1734-7      |
| 13 | 23 settembre 2016           | ISBN 978-4-08-845638-6      | 5 agosto 2020               | ISBN 978-88-226-1790-3      |

### Anime
La serie televisiva anime, prodotta dalla Madhouse e diretta da Morio Asaka, è andata in onda sulla NTV dall'8 aprile al 23 settembre 2015. Le sigle di apertura e chiusura sono rispettivamente Miraikei Answer (未来形 Answer? lett. "Risposta futuristica") dei Trustrick e Shiawase no ari ka (幸せのありか? lett. "Il luogo in cui si trova la felicità") dei Local Connect. In America del Nord i diritti sono stati acquistati dalla Sentai Filmworks, mentre in varie parti del mondo, tra cui l'Italia, gli episodi sono stati trasmessi in streaming, in contemporanea col Giappone, da Crunchyroll.

#### Episodi
| Nº | Titolo italiano Giapponese 「Kanji」 - Rōmaji                    | In onda           | In onda |
| Nº | Titolo italiano Giapponese 「Kanji」 - Rōmaji                    | Giapponese        |         |
| 1  | La mia storia 「俺のものがたり」 - Ore no monogatari             | 8 aprile 2015     |         |
| 2  | Il mio amore 「俺の恋」 - Ore no koi                             | 15 aprile 2015    |         |
| 3  | Il mio demone blu 「俺の青鬼」 - Ore no ao oni                   | 22 aprile 2015    |         |
| 4  | Il mio ragazzo 「うちの彼氏」 - Uchi no kareshi                  | 29 aprile 2015    |         |
| 5  | Sono un testone 「俺はニブイ」 - Ore wa nibui                    | 6 maggio 2015     |         |
| 6  | Il mio desiderio 「俺のネガイ」 - Ore no negai                   | 13 maggio 2015    |         |
| 7  | La mia forza 「俺の強さ」 - Ore no tsuyosa                       | 20 maggio 2015    |         |
| 8  | Il mio amico 「オレのトモダチ」 - Ore no tomodachi               | 27 maggio 2015    |         |
| 9  | Io e il mio amico 「オレとトモダチ」 - Ore to tomodachi          | 3 giugno 2015     |         |
| 10 | La mia montagna 「俺の山」 - Ore no yama                         | 10 giugno 2015    |         |
| 11 | Il mio mare 「俺の海」 - Ore no umi                              | 17 giugno 2015    |         |
| 12 | La mia media dei voti 「俺の偏差値」 - Ore no hensachi           | 24 giugno 2015    |         |
| 13 | Oggi offro io 「今日は俺のおごりだ」 - Kyō wa ore no ogori da    | 1º luglio 2015    |         |
| 14 | La mia maledizione 「俺のジンクス」 - Ore no jinkusu             | 8 luglio 2015     |         |
| 15 | La mia ragazza 「俺の彼女」 - Ore no kanojo                      | 15 luglio 2015    |         |
| 16 | La mia discepola 「俺の弟子」 - Ore no deshi                     | 22 luglio 2015    |         |
| 17 | Il mio Natale 「俺のクリスマス」 - Ore no Kurisumasu             | 29 luglio 2015    |         |
| 18 | Il mio compleanno 「俺の誕生日」 - Ore no tanjōbi                | 5 agosto 2015     |         |
| 19 | La mia mamma 「俺のかあちゃん」 - Ore no kaa-chan                | 12 agosto 2015    |         |
| 20 | Il mio cioccolato 「俺のチョコレート」 - Ore no chokorēto        | 19 agosto 2015    |         |
| 21 | Io e la lettera 「俺と手紙」 - Ore to tegami                     | 26 agosto 2015    |         |
| 22 | Una lettera per me 「オレへの手紙」 - Ore e no tegami            | 2 settembre 2015  |         |
| 23 | Le mie vacanze primaverili 「うちの春休み」 - Uchi no haruyasumi | 9 settembre 2015  |         |
| 24 | Il mio cuore 「俺のココロ」 - Ore no kokoro                      | 23 settembre 2015 |         |

#### Pubblicazioni
Gli episodi di My Love Story!! sono stati raccolti in otto volumi BD/DVD che sono stati distribuiti in Giappone per il mercato home video a partire dal 24 giugno 2015.
| Volume | Episodi | Data di pubblicazione |
| ------ | ------- | --------------------- |
| 1      | 1–3     | 24 giugno 2015        |
| 2      | 4–6     | 22 luglio 2015        |
| 3      | 7–9     | 26 agosto 2015        |
| 4      | 10–12   | 16 settembre 2015     |
| 5      | 13–15   | 21 ottobre 2015       |
| 6      | 16–18   | 25 novembre 2015      |
| 7      | 19–21   | 23 dicembre 2015      |
| 8      | 22–24   | 20 gennaio 2016       |

## Accoglienza
Ore monogatari!!  è stato candidato al 6º Manga Taishō, nonché al 18º Premio culturale Osamu Tezuka nella categoria "Reader Award". La serie ha anche vinto il 37º Premio Kodansha per i manga come miglior manga shōjo e si è aggiudicata il primo posto nella classifica Book of the Year dei fumetti per ragazze tra gennaio e giugno 2013 redatta dalla rivista Da Vinci, così come pure il quinto posto in quella annuale del 2012. Nell'edizione del 2013 della guida Kono manga ga sugoi! della Takarajimasha, l'opera è stata premiata come miglior serie per il pubblico femminile, mentre in quella del 2014 il titolo è apparso ancora al quindicesimo posto. Il quinto volume è stato in particolar modo il 53º volume manga più venduto nella prima metà del 2014.